# Adel Bagrou
Adel Bagrou, ‏عدل بكرو, er en by og kommune i Hodh Ech Chargui regionen af det syd-østlige Mauretanien.
I 2013 havde byen en befolkning på 47.829.